# Мясота (платформа)
«Мясота» (бел. Мясата) — остановочный пункт электропоездов в Молодечненском районе. Расположен на перегоне «Уша — Молодечно» между станцией Уша и платформой Татарщизна.
Остановочный пункт расположен рядом с одноимённой деревней и деревней Заречанская. Рядом с остановочным пунктом протекает река Писаревка, расположено садоводческое товарищество. В д. Мясота находится памятник Виленскому шляху, поставленный в 1979 г., и состоящий из валунов. Недалеко от станции проходит трасса P28, Минск — Молодечно.

## Стоимость
Стоимость проезда[когда?]

 от станции Минск-Пассажирский — 8300 рублей, от станции Молодечно — 2200 рублей.

## В пути
Время в пути, со всеми остановками от станции Минск-Пассажирский, около 88 минут.